# Kippunta
Kippunta war eine finnische Masseneinheit (Gewichtsmaß) und war nicht einheitlich in der Anwendung.
Als Eisengewicht war:
- 1 Kippunta takkirautapainoa = 177 Kilogramm

Geltungsbereich von 1739 bis 1863
- 1 Kippunta = 20 Markkinaula = 400 Markki = 149,6268 Kilogramm
  - 1 Markka = 374,067 Gramm

Vor 1739 war die Maßkette
- 1 Kippunta = 4 Center/Senter = 20 Lewiviska = 400 Naula = 12.800 Luoti = 51200 Kvintiini = 3539,200 Ass = 170,0304 Kilogramm
- Schweres Metall: 1 Kippunta = 20 Markkinaula = 400 Markki = 194,51476 Kilogramm

Nach 1861 hatte die Maßkette kleine Unterschiede
- 1 Kippunta = 4 Sentneri = 20 Lewiviska = 400 Naula = 800 Markka = 6.400 Unssi = 12.800 Luoti = 170,24 Kilogramm
  - 1 Luoti = 13,3 Gramm